# Christopher W. S. Ross

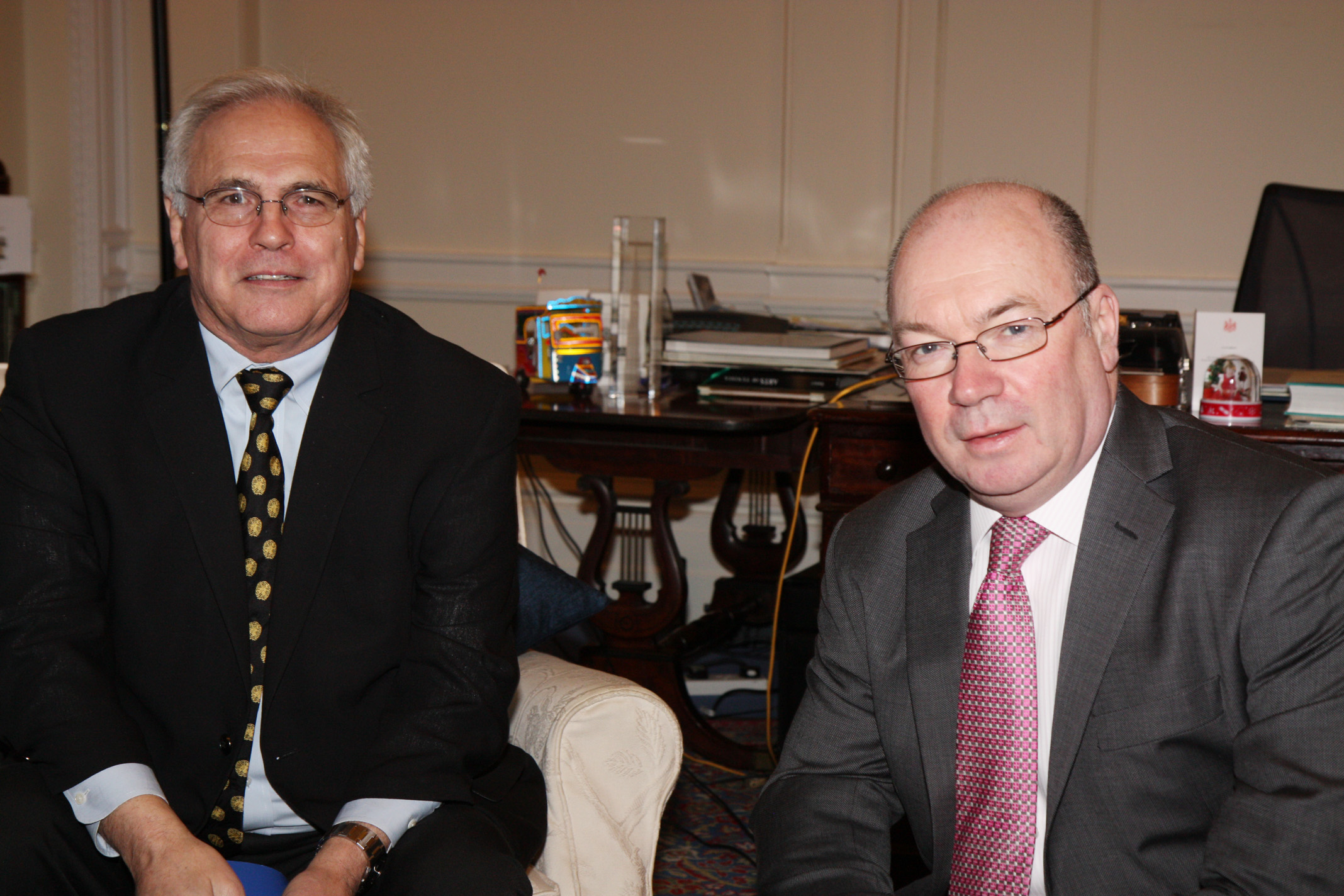
Christopher Ross (links) mit dem britischen Staatsminister Alistair Burt (2011)

Christopher W. S. Ross (* 4. Oktober 1943 in Quito, Ecuador) ist ein ehemaliger US-amerikanischer Diplomat.

## Leben und Wirken
Christopher Ross ist der Sohn des Diplomaten Claude G. Ross, der Botschafter der Vereinigten Staaten in der Dominikanischen Republik, Haiti und Tansania war. Der jüngere Ross erreichte 1965 einen Bachelor-Abschluss in Princeton und einen Master-Abschluss an der Paul H. Nitze School of Advanced International Studies der Johns Hopkins University im Jahre 1967. Neben seiner Muttersprache spricht er auch Arabisch, Französisch und Griechisch.
Er begann seine diplomatische Karriere nach Tätigkeiten als Journalist und Arabisch-Lehrer im Jahre 1968 bei der United States Information Agency (USIA), bevor er 1979 ins Außenministerium der Vereinigten Staaten wechselte. Dort war er zuletzt als US-Botschafter in Algerien (1988–1991) und Syrien (1991–1998) tätig, als Koordinator zur Terrorismusabwehr (1998) sowie als Sonderberater der Vertretung der Vereinigten Staaten bei der UNO (ab 2003).
Er erhielt für seine Tätigkeit mehrere Auszeichnungen.
Ross wurde 2009 zum UN-Gesandten für die Westsahara ernannt, wo er als Vermittler im Westsaharakonflikt zwischen Marokko und der Frente Polisario tätig wurde. Im März 2017 erklärte er unerwartet seinen Rücktritt von dieser Mission.